# あぶないティーチャーシリーズ
『あぶないティーチャーシリーズ』は、桑田乃梨子による日本の漫画作品のシリーズ。第1作『青春は薔薇色だ』が1988年『LaLa』（白泉社）にて掲載され、その後『LaLa』、同誌の増刊号、および『LaLa DX』にて読み切りシリーズとして1990年まで掲載された。本編全6話、番外編3話（前日談1話、後日談1話に加え、『犬神くんシリーズ』との合同の番外編1話）。コミックスは花とゆめコミックスより「青春は薔薇色だ」「人生は薔薇色だ」の全2巻。白泉社文庫からは「犬神くんシリーズ」と共に「犬神くんと森島さん」のタイトルで全1巻。

## あらすじ
高校の体育教師・森島恵子の趣味は（主に女子の）制服観察。毎日制服や体操服姿の女子生徒を目にし、一方同僚の社会科教師・北宏ともいい雰囲気になりつつあって教師生活を楽しんでいたある日、部活終了後に居眠りをして帰宅が遅くなっていた男子生徒・広瀬幸仁と知り合う。広瀬と仲良くなる一方、お気に入りの女子生徒・本橋尚枝が彼に恋心を抱いていることを知った森島は、二人の仲を取り持とうと広瀬と尚枝をデートさせる。しかし実際のデート現場を目撃した森島は自分の気持ちに気付き、玉砕するつもりで広瀬に告白。だがなんと二人は両想いであることがわかった。
二人は付き合い始め、教師と生徒との恋愛であることや、尚枝への後ろめたさを少しずつ乗り越えて絆を深めていく。一方、尚枝は失恋を乗り越え、北との新しい恋が始まるのだった。

## 各話タイトル一覧
- 青春は薔薇色だ
- 君の青春は輝いているか
- 青春の社交場 -私を保健室に連れてって-
- 青春の遣いみち
- 青春の王道だ
- 人生は薔薇色だ
- 明日になればきっと（番外編、前日談）
- たとえていえばそれは（番外編、尚枝をメインにした後日談）
- 月に願いを（「犬神くんシリーズ」との合同番外編）

## 主な登場人物
森島 恵子（もりしま けいこ）
本作のヒロイン。体育教師。（主に女子の）制服マニアで、制服や体操服を着た女子生徒を眺める・写真に撮るのが趣味。ただし眺めるのが好きなだけで、触りたいといった欲望はない。
お気に入りだった尚枝の恋を後押ししようと広瀬に尚枝とデートさせるが、二人の姿を見て自分の恋愛感情に気付き、玉砕するつもりで広瀬に気持ちを伝えたところ、両想いだったことが発覚し、交際を始める。
交際の経緯もあり尚枝に対しては立場が弱い。
安定志向で結婚後は夫婦揃って穏やかに暮らすのが理想というが、その割にはガサツでよく男子生徒相手に暴れている。また、浪費癖があり、ちょくちょく広瀬から借金している。
広瀬 幸仁（ひろせ ゆきひと）
サッカー部キャプテン。素直な性格で女子生徒達にも人気が高い。
当初は森島への恋愛感情を自覚しておらず、尚枝とのデートも引き受けるが、その際北と森島が並んでいるところを見て自分の気持ちに気がついたらしく、尚枝に「他に好きな人がいる」といって断る。その後告白してきた森島と交際を始める。
家は金魚の養殖をしており、家業を継ぐつもり。当初は大学に進学し、その後金魚屋の修行をするつもりであったが、早く森島と同じ社会人になりたいと考えるようになり、進学ではなく卒業後すぐに修行をしに奈良へ行った。
本橋 尚枝（もとはし なおえ）
本作のもう一人のヒロイン。広瀬を（応援してくれていたはずの）森島に奪われた形になり傷ついていたが、そのことがきっかけでそれまでの「おとなしい生徒」のイメージから脱却し、強くなった。
当初は広瀬をあきらめずに森島のライバル的な存在を演じていたが、自分も森島に失恋していたはずの北から励ましてもらっていたことに気がつき、北に恋愛感情を抱くようになる。その後両想いになり、高校卒業後すぐに結婚。アプローチは尚枝からだった。
手芸が趣味で、よく北に腕カバーなどの小物を作っている。
北 宏（きた ひろし）
社会科の教師。穏やかな性格で、女子生徒達にも人気がある。仏像マニアで、ちょくちょく京都や奈良に仏像を見に出かけている。
当初は森島に恋愛感情を抱いており、また森島も北に好意を抱いていたが、森島が広瀬と付き合うことになり失恋。教師として尚枝を励ましたことがきっかけで尚枝に好意を持たれるようになり、後に付き合い始める。尚枝の高校卒業後、すぐに結婚。
尾崎 瞳（おざき ひとみ）
広瀬の親友でサッカー部所属。女性のような名前のため、当初森島は「ヒトミ」という名前を聞いた時に女子生徒しか連想出来なかった。
尚枝に恋心を抱いており、尚枝を傷つけた森島に匿名で脅迫状を送ったりしていたが、後に尚枝のファンとしての同志のような間柄になる。だが一方で、森島が「親友の彼女」であることにはまだ不満がある模様。
中学生のころは成長が遅かったため先輩達に可愛がられていた。
星野 笑子（ほしの えみこ）
養護教諭。森島が保健室に入りびたり、大騒ぎをすることがあるので困っている。たまに保健室で仮眠をとっていることがある。
校長
校長。保健室の常連。立場上教師と生徒の交際はあまり好ましくないとするものの、森島については「これを逃せば後がないかもしれない」ので個人的には頑張って欲しいと思っている。